# Pandora glacialis
Pandora glacialis är en musselart som beskrevs av Leach 1819. Pandora glacialis ingår i släktet Pandora och familjen Pandoridae. Inga underarter finns listade i Catalogue of Life.